# Imgenbroich
Imgenbroich is een plaats in de Duitse gemeente Monschau, deelstaat Noordrijn-Westfalen, en telt 2010 inwoners (2006).
Het ligt in de Eifel, vlak bij het historische stadje Monschau.

## Geschiedenis
Imgenbroich werd voor het eerst vermeld in 1361. Vanaf ongeveer 1670 begon de lakennijverheid op te komen met een bloeitijd tussen 1770 en 1790. In 1683 bouwden de Lutherse lakenfabrikanten een kerk te Menzerath bij Monschau. In 1838 kwam er een Lutherse kerk in Imgenbroich. In 1690 was er een kapel die later een parochiekerk werd. Vanaf 1794 was Imgenbroich een zelfstandige gemeente die in 1972 onderdeel werd van de gemeente Monschau.
In de 2e helft van de 20e eeuw verrees tussen Imgenbroich en Konzen een bedrijventerrein. Hier bevindt zich één der grootste offsetdrukkerijen van Duitsland, de Weiss Druck.

## Bezienswaardigheden
- Belgenbacher Mühle, een watermolen
- Oude Lutherse begraafplaats
- Sint-Jozefkerk, van 1951-1952.
- Drukkerijmuseum Weiss

## Natuur en landschap
Imgenbroich ligt in de Eifel, en wel in het heggenlandschap van Monschau, op een hoogte van 545 meter.

## Nabijgelegen kernen
Konzen, Monschau, Mützenich, Simmerath, Eicherscheid, Hammer
Stedenregio Aken · Regierungsbezirk Keulen · Noordrijn-Westfalen